# زينب عطيفي
زينب عطيفي (مواليد 8 أغسطس 1978) هي ربّاعة بارالمبية مصرية. شاركت في 3 دورات بارالمبية صيفية؛ 2008 وحققت البرونزية، و2012 و2016، كما فازت بذهبية بطولة العالم عام 2010 وحققت المركز الرابع عام 2014.